# François Burgat
Pour les articles homonymes, voir Burgat.
François Burgat, né le 2 avril 1948 à Chambéry, est un islamologue et politologue français.
Chercheur, aujourd'hui retraité, à l'Institut de recherches et d'études sur le monde arabe et musulman (IREMAM) et directeur de recherche au CNRS (émérite de 2016 à 2021), président du conseil scientifique et administratif du Centre arabe de recherches et d'études politiques (CAREP), il consacre l’essentiel de ses travaux à l’étude des dynamiques politiques et des courants islamistes dans le monde arabe et est connu pour ses positions militantes sur l'islam.
À partir des années 2010, ses prises de parole publiques sont l'objet de critiques : il est accusé de se faire le relai de discours islamistes et d'avoir tenu des propos complotistes et antisémites concernant le conflit israélo-palestinien.

## Biographie
Né à Chambéry, en Savoie, François Burgat a passé plus d'un quart de sa vie dans le monde arabe, pour les CNR[Quoi ?] ou le ministère des Affaires étrangères.
De 1973 à 1980, il enseigne le droit à l'université Constantine 1 en Algérie.
En 1981, il obtient un doctorat d'État en droit public, avec une thèse dirigée par François d'Arcy, intitulée « Les villages socialistes de la révolution agraire algérienne : la place du droit dans le changement social ».
De 1983 à 1989, il est chercheur à l’IREMAM et enseignant à l'Institut d'études politiques d'Aix-en-Provence. Il est ensuite chercheur au Centre d'études et de documentation économiques, juridiques et sociales (CEDEJ) du Caire en Égypte de 1989 à 1993, puis directeur du Centre français d'archéologie et de sciences sociales (CEFAS) de Sanaa au Yémen de 1997 à 2003, période à laquelle il œuvre à l’extension de la vocation territoriale du CEFAS au sultanat d'Oman, en Arabie saoudite et en Érythrée, qui deviendra par la suite le Centre français de recherche de la péninsule Arabique (CEFREPA).
Il est nommé, en mai 2008, directeur de l'Institut français du Proche-Orient (Ifpo), à Damas en Syrie jusqu’en septembre 2012, puis à Beyrouth au Liban d'octobre 2012 à avril 2013. À l’Ifpo, il préside depuis Damas à la création de deux nouvelles antennes de l’Institut à Erbil, capitale du Kurdistan irakien et dans la partie Est de Jérusalem, à destination des territoires palestiniens occupés.
À l'IREMAM, il a successivement dirigé le programme de l'ANR « Du Golfe à l’Océan : entre violence et contre violence » (2007-2010), et le programme « When Authoritarianism Fails in the Arab World » (WAFAW) financé pour quatre ans (2013-2017) par une advanced grant du Conseil européen de la recherche.
Il est président du Centre arabe de recherches et d’études politiques de Paris (Carep),.
Il est membre du comité de rédaction de la revue Orient XXI.

## Recherches sur l'islamisme
Au terme d’une thèse consacrée à la politique agraire et d’aménagement rural du gouvernement algérien des années 1970,, avant de s’intéresser au phénomène de l’islamisme dans son contexte français et international, François Burgat a essentiellement centré ses travaux sur l’aire arabe en général, le Maghreb d’abord et en particulier. Il a consacré au phénomène de l’islam politique quatre ouvrages individuels successifs. La problématique à laquelle il est demeuré fidèle est résumée dans plusieurs entretiens tels que ceux donnés à la revue Confluences
Ses travaux portent plus spécifiquement sur les pays dans lesquels il a séjourné, notamment l'Algérie, l’Égypte, le Yémen ou la Syrie, dont il suit les principales dynamiques politiques, qu’elles soient ou non liées à la destinée des courants islamistes. Sur la Libye du colonel Kadhafi, il a été le co-auteur avec André Laronde d’une synthèse.
Burgat explique la montée de l'islamisme en France par des raisons essentiellement politiques, telle que les mauvaises politiques d'intégration, le passé colonial de la France non assumé, la politique étrangère de la France dans le monde arabe et musulman. Selon lui, la France est à l’origine et aux fondements de la montée du radicalisme religieux, qu’importent les textes sacrés. Il écrit dans Le Monde en 2020  : « En luttant contre l’islam politique, l’Occident démocrate se trompe dangereusement de cible . »
Pour l'historienne franco-tunisienne Leyla Dakhli, il se différencie des positions (elles-mêmes également différentes entre elles) d'islamologues tels qu'Olivier Roy, Gilles Kepel ou Jean-Pierre Filiu.
Pour l’universitaire Alain Gabon, « si Kepel met en évidence les dimensions religieuse, scripturale-théologique et idéologique de "l'extrémisme religieux" (y compris dans sa version non violente), et si Roy et d'autres soulignent ses aspects psychologiques et même psychiatriques, Burgat re-contextualise, re-historicise et surtout re-politise l'islamisme et le djihadisme, sans supposer que le premier mène naturellement au second à la manière de la "théorie du tapis convoyeur" ou de "la pente glissante" ("conveyor belt"). »
Bien que ses thèses ne fassent pas l'unanimité, la qualité de ses travaux est reconnue par ses pairs. « François Burgat a une véritable connaissance du terrain, met en avant Franck Rivesi, directeur de recherche au CNRS et spécialiste de l'organisation de l'islam en France. Contrairement à d'autres chercheurs, il ne s'est pas contenté de sauts de puces, mais a fait des séjours de longue durée dans plusieurs sociétés du Maghreb et du Proche-Orient pour recueillir la parole directe des acteurs. »

## Critiques et poursuites judiciaires

### Accusations de relai des discours islamistes
En 2021, le chercheur Bernard Rougier estime que l'islamologue Francois Burgat « s'est identifié à son objet d'étude, traduisant dans le domaine universitaire ce que les acteurs militants lui ont confié, et reprenant à son propre compte le discours des islamistes. Souvent, quand j'interrogeais des figures islamistes en Égypte ou au sein du Hamas, ils me demandaient des nouvelles de leur "frère" Burgat. » Les magazines Franc-Tireur et Marianne indiquent en 2022 et 2023 que Burgat, qualifié d'« islamogauchiste » par le second, assume ses liens avec les Frères musulmans et les autorités du Qatar, notamment par l'intermédiaire du Centre arabe de recherches et d’études politiques de Paris (Carep) qu'il dirige, branche française de l’Arab Center for Research and Policy Studies,.
En 2023, l'anthropologue Florence Bergeaud-Blackler publie Le Frérisme et ses réseaux, une enquête sur l’entrisme des Frères musulmans en Europe dont plusieurs pages sont consacrées à François Burgat, qu'elle accuse de faire la propagande des Frères musulmans. Pour Haoues Seniguer, spécialiste des rapports entre islam et politique, les accusations de frérisme ciblant François Burgat n'ont pas lieu d'être, parce que cette enquête n'est « pas fondée empiriquement ». Selon Franc-Tireur, Burgat dénonce dans Mediapart cet ouvrage comme inquiétant et son auteure comme « raciste » car adhérant selon lui à la thèse du grand remplacement. Bergeaud-Blacker est par ailleurs victime d'une forte campagne de dénigrement et de harcèlement sur les réseaux sociaux, qui la pousse à porter plainte pour des menaces de mort reçues. Burgat est désigné par Fadila Maaroufi comme l'un des « artisans de cette campagne » et comme un « compagnon de route » des Frères musulmans. Selon le magazine Le Point, entre le 25 février et le 7 avril, François Burgat tweete ainsi ou retweete sur son compte Twitter 85 messages ciblant explicitement son ex-collègue.

### Accusations d'antisémitisme par Conspiracy Watch
En juillet 2014, lors de l'offensive israélienne dans la bande de Gaza, François Burgat reprend sur Twitter, selon Conspiracy Watch, « un mot d’ordre marqué au coin du complotisme anti-juif le plus éculé » appelant à une « séparation du Conseil représentatif des institutions juives de France (CRIF) et de l'État », diffusant l’idée selon lequel le CRIF serait au cœur de l'État français et « dicterait sa volonté à la République ». Selon Franc-Tireur, la phrase est par la suite reprise par le politologue Nabil Ennasri dont il est directeur de recherche. Franc-tireur écrit aussi que François Burgat se moque de Conspiracy Watch en jouant sur les mots « conspira-sionisme ».
Commentant un livre en octobre 2018 portant sur la tentative de coup d’État de 2016 contre Recep Tayyip Erdoğan, François Burgat déclare que la thèse développée dans l'ouvrage n'est pas expliquée par la Télavivision française, mot-valise construit avec « Tel-Aviv » et « télévision » qui suggère — selon Conspiracy Watch — que « les chaînes de télévision françaises sont sous le contrôle de Tel-Aviv. »

### Affaire Tariq Ramadan
« Compagnon de route le plus fidèle » de Tariq Ramadan selon l’hebdomadaire Marianne, François Burgat lui maintient son soutien après les accusations de viol qui le visent, écrivant même sur Twitter le 26 octobre 2017 : « La vraie question n’est plus de savoir si Tariq Ramadan "a violé trois femmes", expliquait-il , mais bien "avec l’aide de qui ces trois femmes sont-elles parvenues si facilement à rouler trois magistrats dans la farine ?" ». En 2020, alors que Ramadan est inculpé en France et en Suisse, Burgat signe une deuxième pétition évoquant un complot contre son ami de trente ans. Il s'agit pour Marianne d'un discours complotiste insinuant que la justice française n’est pas indépendante et appelant à une intervention politique dans la procédure, contraire à la séparation des pouvoirs.

### Procès pour apologie du terrorisme
En janvier 2024, François Burgat relaie un communiqué du Hamas contestant les allégations de viol commises par des combattants et saluant la « la virilité et l'honneur » des attaques du 7 octobre 2023 en Israël. Si François Burgat qualifie de « terroriste » l'attaque du 7 octobre 2023, il affirme refuser de « criminaliser le mouvement de libération de la Palestine » et avoir « infiniment plus de respect et de considération pour les dirigeants du Hamas que pour ceux de l'État d'Israël ». 
Un signalement est effectué au Procureur par la DGSI. Une plainte pour « apologie du terrorisme » est ensuite déposée par l'Organisation juive européenne (OJE) ; François Burgat est convoqué par la police en raison de ses propos,. Libération rappelle que « la thèse souvent portée par l’islamologue soutient de longue date que la "violence islamique" ne viendrait pas de l’islam mais serait la conséquence d’une histoire coloniale dans laquelle prendrait place la création de l’État d’Israël ». Il est renvoyé devant le tribunal correctionnel d’Aix-en-Provence pour comparaître le 24 avril 2025 et les associations Avocats sans frontières et Ligue internationale contre le racisme et l’antisémitisme se constituent parties civiles. Denis Sieffert dénonce dans Politis un procès politique.
Lors du procès pour apologie du terrorisme, le 24 avril 2025, le parquet requiert contre lui « huit mois de prison avec sursis, une amende de 4 000 euros, un bannissement judiciaire des réseaux sociaux pendant six mois et une inéligibilité durant deux années ». À cette occasion, sont également mentionnés les propos que le chercheur a tenus sur X à l'issue du procès de l'assassinat de Samuel Paty à propos de Brahim Chnina, le père de la collégienne dont le mensonge a déclenché le drame, et l’agitateur islamiste Abdelhakim Sefrioui, condamnés respectivement à treize et quinze ans de réclusion pour association de malfaiteurs terroriste : « Le verdict "#Patty", (prononcé en présence d'Alain Finkielkraut) explicite un triste jalon de l'histoire contemporaine de la France : sa sortie de l'État de droit. Nous sommes tous des "terroristes". #Brahim_Chnina #Abdelhakim_Sefrioui. »
Le journal Jadaliya de l’Arab Studies Institute publie une tribune en soutien à François Burgat dans cette affaire, republiée par le journal Orient XXI. La tribune relève que certaines des déclarations qui lui valent des poursuites sont recopiées de ses ouvrages publiés bien avant, et le replace dans le contexte de la répression judiciaire et financière contre le partie du monde universitaire qui soutient la Palestine dans la guerre à Gaza. Elle souligne que ce délit d’opinion est poursuivi par un dispositif législatif particulier, non-prévu à cet effet, et qui aggrave sévèrement les peines encourues par rapport à celles prévues par la loi du 29 juillet 1881 sur la liberté de la presse.
Il est relaxé de l'accusation d'apologie du terrorisme, le tribunal estimant que « l’infraction n’était pas caractérisée ».

## Publications

### Ouvrages
- L’Islamisme au Maghreb : la voix du Sud, Éditions Karthala, 1988 (présentation en ligne)  — réédité dans la Petite bibliothèque Payot en 1995 et 2008
- L’Islamisme en face, Paris, La Découverte, 1995 (présentation en ligne)  — au format de poche en 1996 ; éditions mises à jour en 2002 et décembre 2007
- L’Islamisme à l’heure d’Al-Qaida, La Découverte, 2005
- (ar + fr) Le Yémen vers la République : iconographie historique (1900-1970), Beyrouth/Sanaa, CEFAS, 2005, 320 p.  —  deuxième édition revue et augmentée (avec Éric Vallet), Sanaa, 2012, 423 p.
- Comprendre l'Islam politique : une trajectoire de recherche sur l'altérité islamiste, 1973-2016, Paris, La Découverte, 2016, 260 p. (ISBN 978-2-7071-9213-4)

### En collaboration
- (en) John Esposito et François Burgat (dir.), Modernizing Islam : Religion in the Public Sphere in Europe and the Middle East, Londres, Hurst and Company, 2002, 278 p. (ISBN 978-1-85065-678-4)
- La Libye (en collab. avec André Laronde), PUF, coll. « Que sais-je ? », 2003, 3e éd., 127 p.
- François Burgat (dir.) et Bruno Paoli (dir.), Pas de printemps pour la Syrie : les clefs pour comprendre les acteurs et les défis de la crise (2011-2013), La Découverte, 2013
- François Burgat (dir.) et Matthieu Rey (dir.), Histoire des mobilisations islamistes, XIXe – XXIe siècle. D'Afghani à Baghdadi, CNRS Éditions, 2022, 443 p.

### Préfaces
- Pascal Ménoret, L'Énigme saoudienne : les Saoudiens et le monde, 1744-2003, Paris, La Découverte, 2003, 260 p. (ISBN 2-7071-3743-X, EAN 9782707137432, OCLC 417393016)
- Méas Pech-Métral et Georges Bogey, Cambodge et Khmers rouges : une tragédie oubliée, 1975-1979, Cervens, Éditions de l'Astronome, 2008, 175 p. (ISBN 978-2-916147-29-1, OCLC 228782842)
- Alice Poulleau, À Damas sous les bombes : journal d'une Française pendant la révolte syrienne, 1924-1926, Paris, Éditions L'Harmattan, 2012, 246 p. (ISBN 978-2-296-99171-2, OCLC 827478171)
- Laurent Bonnefoy et Myriam Catusse, Jeunesses arabes : du Maroc au Yémen, loisirs, cultures et politiques, Paris, La Découverte, 2013, 373 p. (ISBN 978-2-7071-7715-5, OCLC 862213169)
- Mohammed Bakr al-Sadr (trad. de l'arabe par Julien Pélissier), La Banque sans intérêt en Islam [« البنك اللاربوي في الإسلام »], Paris, Éditions Karthala,‎ 2017, 216 p. (ISBN 978-2-8111-1794-8)
- Naima Essaifi et Michel Perrier, Le Laïc et le Djihadiste : essai, Vulaines-sur-Seine, Éditions du Croquant, 2017, 131 p. (ISBN 978-2-36512-141-5, OCLC 1015862088)
- Thomas Sibille, Vivre ensemble ou pas ?, Argenteuil, Al Bayyinah, 2021, 60 p. (ISBN 978-2-902526-28-4)

### Autres
- Voir les références et les publications déposées dans HAL-SHS[31]
- Liste complète des publications (1981-2011) — dont certaines également disponibles en ligne[32]